# Neo-Destourpartij
De Nieuwe Constitutionele Liberale Partij (Arabisch: الحزب الحر الدستوري الجديد, al-Ḥizb al-Ḥurr ad-Dustūrī al-Jadīd; Frans: Nouvau Parti libéral constitutionnel), beter bekend onder de naam Neo-Destourpartij was een Tunesische politieke partij die van 1934 tot 1964 bestond.
De partij ontstond als een afsplitsing van de Destourpartij tijdens het Partijcongres in Ksar Hellal op 2 maart 1934. Een groep jonge, activistisch ingestelde leden van de oude Destourpartij waren het oneens over de partijkoers en gingen over tot de vorming van de Neo-Destourpartij: een modernistische, seculiere en nationalistische partij die streefde naar onafhankelijkheid van het Franse protectoraat Tunesië op een zo kort mogelijke termijn. De oude Destourpartij stond een conservatievere koers voor en streefde allereerst naar autonomie. De Neo-Destourpartij werd geleid door Mahmoud El Materi (1934-1938) en daarna door Habib Bourguiba (1938-1964). Salah ben Youssef diende lange tijd als secretaris-generaal van de partij. Kort na de oprichting werden de leiders, w.o. Bourguiba, door de Franse autoriteiten opgepakt en gevangengezet. Aan het einde van de Tweede Wereldoorlog herleefde de partij weer en speelde de Neo-Destourpartij een centrale rol in de onafhankelijkheidsstrijd. Bourguiba, die in 1945 uit de gevangenis was ontsnapt, keerde in 1955 als premier naar Tunesië terug. Het land verwierf in 1956 zijn onafhankelijkheid en een jaar later schafte het parlement de monarchie af, waarna Bourguiba gekozen werd tot eerste president van het land. Bourguiba was in de tussentijd in een ernstig conflict geraakt met Youssef die een pan-Arabische koers voorstond. Bourguiba wilde namelijk een liberale en een op het Westen (Frankrijk, Verenigde Staten van Amerika) gerichte koers doorvoeren. Uiteindelijk werd het conflict beslecht ten gunste van Bourguiba, waardoor Youssef het veld moest ruimen.
Aanvankelijk voerde Bourguiba een tweeledig beleid: enerzijds een paternalistisch, modernistisch (seculier) en autoritair binnenlands beleid, wat echter op weinig weerstand van de bevolking stuitte. Hij betoonde zich ook een voorstander van een liberale economie. Anderzijds voerde hij een actief op het Westen gericht buitenlands beleid, wat ook de officiële partijlijn was. In 1963 werd de Neo-Destourpartij de enige toegestane partij in het land en in 1964 werd besloten tot het doorvoeren van een socialistisch economisch beleid waarna de Neo-Destourpartij vervangen werd door de Socialistische Destourpartij (PSD). Teleurstellende economische resultaten maakten reeds in 1969 een einde aan de socialistische fase, waarna het liberale economische beleid hervat werd. Desondanks bleef de nieuwe partijnaam behouden.

## Verwijzingen
1. ↑  Het Tunesisch-Arabische ad-Dustūrī wordt in de Westerse literatuur gewoonlijk vertaald met Constitutioneel
2. ↑  Youssef vluchtte begin 1959 naar Egypte; hij werd in 1961 in opdracht van Bourguiba in Frankfurt am Main vermoord.